# 土橋寛
土橋 寛（つちはし ゆたか、1909年2月27日 - 1998年6月11日）は、日本の国文学者、万葉学者、同志社大学名誉教授。『万葉集』や記紀歌謡など古代和歌を専門とした。

## 経歴
長崎県生まれ。京都帝国大学文学部文学科国文学専攻卒業、立命館大学予科教授、立命館短期大学教授、奈良学芸大学教授を経て同志社大学教授、1978年に『万葉開眼』で毎日出版文化賞受賞。1979年に定年退職、名誉教授。

## 著書
- 『新日本文学史』白楊社、1949年。
- 『新日本文学史』新修版、白楊社、1950年。
- 『奧の細道 幻住庵ノ記新釈 解釈と研究』白揚社、1954年。
- 『万葉集 作品と批評』創元社〈日本文学新書〉、1956年。
- 『古代歌謡論』三一書房、1960年。
- 『古代歌謡と儀礼の研究』岩波書店、1965年。
- 『古代歌謡の世界』塙書房〈塙選書〉、1968年。
- 『古代歌謡全注釈：古事記編』角川書店〈日本古典評釈全注釈叢書〉、1972年。
- 『古代歌謡全注釈：日本書紀編』角川書店〈日本古典評釈全注釈叢書〉、1976年。
- 『万葉開眼』日本放送出版協会〈NHKブックス〉、1978年4月。
- 『古代歌謡をひらく』大阪書籍〈朝日カルチャーブックス〉、1986年5月。
- 『土橋寛論文集上：万葉集の文学と歴史』塙書房、1988年6月。
- 『土橋寛論文集中：古代歌謡の生態と構造』塙書房、1988年10月。
- 『土橋寛論文集下：日本古代の呪祷と説話』塙書房、1989年10月。
- 『日本語に探る古代信仰：フェティシズムから神道まで』中央公論社〈中公新書〉、1990年4月。ISBN 412100969X
- 『持統天皇と藤原不比等：日本古代史を規定した盟約』中央公論社〈中公新書〉、1994年6月。ISBN 4121011929

### 共編
- 『私立大学の危機：教育・研究と財政』有倉遼吉〈市民の学術双書〉、時事通信社、1974年。
- 『呪祷と文学』学生社〈講座日本の古代信仰：第4巻〉、1979年11月。
- 『日本の古代文学』新日本出版社、1983年。
- 『古代文学の様式と機能』広川勝美、桜楓社、1988年。

### 編纂
- 『日本古典文学大系：古代歌謡集』小西甚一と校註、岩波書店、1957年。
- 『作者別万葉集』桜楓社、1976年。

### 記念論集
- 『日本古代論集』土橋寛先生古稀記念論文集刊行会編、笠間書院、1980年9月。
- 『古代文学の様式と機能』土橋寛編、広川勝美編集、桜楓社、1988年4月。（傘寿）